# Vila Nova FC
Vila Nova Futebol Clube – brazylijski klub piłkarski z siedzibą w mieście Goiânia w stanie Goiás.

## Osiągnięcia
- Mistrz trzeciej ligi (Campeonato Brasileiro Série C): 1996.
- Mistrz stanu (Campeonato Goiano) (15): 1961, 1962, 1963, 1969, 1973, 1977, 1978, 1979, 1980, 1982, 1984, 1993, 1995, 2001, 2005.
- Puchar Stanu (Copa Goiás) (3): 1969, 1971, 1976.
- Leonino Caiado (3): 1977, 1979, 1981.
- Taça Cidade de Goiânia (3): 1961, 1962, 1972.
- Taça Goiás: 1966.
- Torneio Goiânia-Anápolis (2): 1963, 1964.
- Taça João Paulo II: 1980.
- Torneio Diário Associados (2): 1961, 1962.
- Troféu Independência: 1972.
- Torneio Otávio Lage: 1967.
- Quadrangular Internacional Joaquim Coelho: 1970.
- Quadrangular João de Brito Guimarães: 1967.
- Torneio Escola Técnica Federal de Goiás: 1976.
- Finalista Copa Centro-Oeste (2): 1999, 2000.
- Udział w Copa CONMEBOL: 1999

## Historia
Klub Vila Nova Futebol Clube założony został 29 lipca 1943 roku. W roku 1946 klub przyjął nazwę Operário. W roku 1949 nastąpiła druga zmiana nazwy – tym razem klub został nazwany Araguaia, ale tylko na rok, bo w 1950 nazwa klubu brzmiała już Fênix Futebol Clube. W roku 1955 klub wrócił do swej pierwotnej nazwy Vila Nova Futebol Clube i już jej nie zmieniał. W roku 1961 Vila Nova sięgnęła po pierwszy w historii tytuł mistrza stanu wygrywając stanową ligę Campeonato Goiano. W roku 1977 klub zadebiutował w Campeonato Brasileiro Série A kończąc rozgrywki na 55 miejscu. W latach 1977–1980 Villa Nova czterokrotnie z rzędu został mistrzem stanu. W roku 1996 klub w imponującym stylu wygrał trzecią ligę Campeonato Brasileiro Série C, nie ponosząc żadnej porażki. W roku 1999 drużyna wzięła udział w Copa CONMEBOL. W XXI wieku klub dwukrotnie został mistrzem stanu – w roku 2001 i 2005.

## Informacje

### Najbardziej znani piłkarze
- Batata
- Donizete
- Túlio

### Kibice
Największym miejscowym rywalem klubu Vila Nova jest klub Goiás EC, z którym trwa ciągły spór o to, który z tych klubów posiada więcej kibiców w stanie Goiás. Patrząc obiektywnie Vila Nova ma najwięcej kibiców w mieście Goiânia, podczas gdy Goiás ma najwięcej kibiców w stanie Goiás. Liczba kibiców klubu Vila Nova szacowana jest na 350000, co jest bardzo dużo jak na drugą ligę brazylijską.
Drużyna gra w czerwonych koszulach, spodenkach i skarpetach. Przydomek klubu – Tygrys.

### Stadion
Swoje mecze domowe klub rozgrywa na stadionie Estádio Onésio Brasileiro Alvarenga mogącym pomieścić 8000 widzów oraz na Estadio Serra Dourada o pojemności 60000 widzów.